# Stazione di Takeda (Kyoto)
La Stazione di Takeda (竹田駅?, Takeda-eki) è una stazione ferroviaria situata nel quartiere di Fushimi-ku della città di Kyoto, nella omonima prefettura. La stazione è allo stesso tempo il capolinea della linea Karasuma della metropolitana di Kyoto e una delle stazioni della ferrovia privata Kintetsu Kyōto. I binari delle due linee sono collegati, e così i treni della metropolitana possono continuare sulla linea Kintetsu fino a Nara.

## Linee

### Treni
- Ferrovie Kintetsu
  - Linea Kintetsu Kyōto

### Metropolitana
- Metropolitana di Kyoto
  - Linea Karasuma

## Struttura
La stazione è dotata di una banchina centrale a isola con due binari sotterranei.
| 1 | ■ Linea Kintetsu Kyōto | Dalla linea Kintetsu per Tambabashi, Shin-Tanabe, Yamato-Saidaiji e Kintetsu-Nara |
| 2 | ■ Linea Kintetsu Kyōto | Dalla linea Karasuma per Tambabashi, Shin-Tanabe, Yamato-Saidaiji e Kintetsu-Nara |
| 3 | Linea Karasuma         | per Kyōto, Shijō e Kokusai-kaikan                                                 |
| 4 | ■ Linea Kintetsu Kyōto | per Tōji e Kyoto                                                                  |

## Stazioni adiacenti
| «                    | Servizio       | »                                 |
| Linea Karasuma       | Linea Karasuma | Linea Karasuma                    |
| -------------------- | -------------- | --------------------------------- |
| Kuinabashi           | -              | Prosecuzione sulla linea Kintetsu |
| Linea Kintetsu Kyoto |                |                                   |
| Kamitobaguchi        | Locale         | Fushimi                           |
| Tōji                 | Semiespresso   | Tambabashi                        |
| Tōji                 | Espresso       | Tambabashi                        |